# パウル・フォン・ヴュルテンベルク
パウル・カール・フリードリヒ・アウグスト・フォン・ヴュルテンベルク（Paul Karl Friedrich August von Württemberg, 1785年1月19日 - 1852年4月16日）は、ヴュルテンベルクの王族、ヴュルテンベルク王子（Prinz von Württemberg）およびヴュルテンベルク公（Herzog von Württemberg）。

## 生涯
ヴュルテンベルク王フリードリヒ1世とその最初の妃でブラウンシュヴァイク＝ヴォルフェンヴュッテル侯カール・ヴィルヘルム・フェルディナントの娘であるアウグステ・カロリーネの間の次男として生まれた。
パウルはナポレオン・ボナパルトに追従する父王に対する反抗心から、1806年から1808年までプロイセン軍の士官としてフランス帝国軍と戦った。1808年、パウルはヴュルテンベルクに帰国して父と和解したものの、1812年のナポレオンによるロシア遠征には参加することを拒んだ。1813年から、パウルは従兄のロシア皇帝アレクサンドル1世の軍に仕官し、第六次対仏大同盟戦争に参加し、1814年にロシア軍の将軍となった際に退役した。
パウルは1817年から1852年に亡くなるまでの長い後半生をパリで過ごした。パウルは1813年以後も父王フリードリヒ1世、そして1816年に父の後を継いだ兄王ヴィルヘルム1世と常に対立し続けた。パウルは1817年から1819年にかけて続いたヴュルテンベルクの憲法問題に干渉し、またヴュルテンベルク家が王家として莫大な財産を保持し、諸分家にまで所領を与えていることに反対した。パウルはヴュルテンベルク王家の王子としてヴュルテンベルク領邦議会の議席を保持し、1822年から1847年まで議会に出席していた。1841年から1843年まで、パウルは議会が兄王に対して何度か非難決議を行った際、これに賛成した。
死の数か月前、パウルはカトリックに改宗した。パウルの遺骸はルートヴィヒスブルク宮殿の地下納骨堂の内部にあるカトリック信徒の安置室に収められている。

## 子女
パウルは1805年9月28日、ザクセン＝ヒルトブルクハウゼン公フリードリヒの娘シャルロッテと結婚したが、1818年には離別した。しかしこの合法な離婚はヴュルテンベルク王ヴィルヘルム1世の認可するところとならなかった。パウルとシャルロッテは間に5人の子女をもうけている。
- シャルロッテ（1807年 - 1873年） - 1824年、ロシア大公ミハイル・パヴロヴィチと結婚
- フリードリヒ（1808年 - 1870年）
- カール（1809年 - 1810年）
- パウリーネ（1810年 - 1856年） - 1829年、ナッサウ公ヴィルヘルムと結婚
- アウグスト（1813年 - 1885年）

パウルは女優のフリーデリケ・ポルト（1776年 - 1860年）との間に庶出の娘カロリーネ・フォン・ロッテンブルク（1805年 - 1872年）をもうけている。カロリーネは1836年にバイエルンの貴族カール・マクシミリアン・フォン・プフェッフェル男爵と結婚した。二人の子孫にはイギリス首相のボリス・ジョンソンがいる。
1847年に長らく形だけの配偶者だったシャルロッテが死ぬと、翌1848年にパウルは長年の愛人だったカトリック信徒のマグダレーナ・クレウス・イ・ヒメネスと貴賤結婚した。マグダレーナはスペイン生まれで、イギリスのさる紳士の未亡人だった。パウルとマグダレーナは結婚以前にパウリーネ・ヒメネス（1825年 - 1906年）をもうけており、この娘は1841年にヘルフェンシュタイン伯爵夫人の称号を授けられ、1843年にフランスの貴族ガストン・ド・モンシュイ伯爵と結婚した。